# Apantesis incompleta
Apantesis incompleta là một loài bướm đêm thuộc phân họ Arctiinae, họ Erebidae.